# Swintonia pierrei
Swintonia pierrei är en sumakväxtart som beskrevs av Henry Fletcher Hance. Swintonia pierrei ingår i släktet Swintonia och familjen sumakväxter. Inga underarter finns listade i Catalogue of Life.